# Ciclone Ilsa (2009)
O ciclone tropical severo Ilsa (designação do JTWC: 22S; conhecido simplesmente como ciclone Ilsa) foi um intenso ciclone tropical que esteve ativo nas águas abertas ao noroeste da Austrália durante a terceira semana de março de 2009. Sendo o décimo oitavo ciclone tropical, o nono sistema dotado de nome e o terceiro ciclone tropical severo da temporada de ciclones na região da Austrália de 2008-09, Ilsa formou-se de uma área de perturbações meteorológicas em 14 de março. Seguindo para oeste-sudoeste, o sistema começou a se organizar gradualmente sob condições meteorológicas favoráveis e se tornou o ciclone tropical Ilsa durante as primeiras horas (UTC) de 18 de março. Horas depois, o Joint Typhoon Warning Center (JTWC) também classificou o sistema como um ciclone tropical significativo e lhe atribuiu a designação "22S". Seguindo continuamente para oeste e para oeste-sudoeste, Ilsa se intensificou rapidamente sob condições meteorológicas favoráveis, e atingiu seu pico de intensidade durante as primeiras horas (UTC) de 20 de março, com ventos máximos sustentados de 195 km/h, segundo o JTWC, ou 165 km/h, segundo o Centro de Aviso de Ciclone Tropical (CACT) de Perth. A partir de então, a piora das condições meteorológicas provocou o lento enfraquecimento de Ilsa. Já bastante desorganizado, o JTWC emitiu seu aviso final sobre o sistema durante a noite (UTC) de 23 de março, enquanto que o CACT de Perth desclassificou Ilsa para uma baixa tropical remanescente durante as primeiras horas da madrugada de 24 de março, e também emitiu seu aviso final sobre o sistema.
Como Ilsa manteve-se distante de áreas costeiras durante todo o seu período de existência, nenhum impacto foi relatado em associação à tempestade. Além disso, nenhum navio ou estação meteorológica de superfície registrou in situ a passagem da tempestade.

## História meteorológica

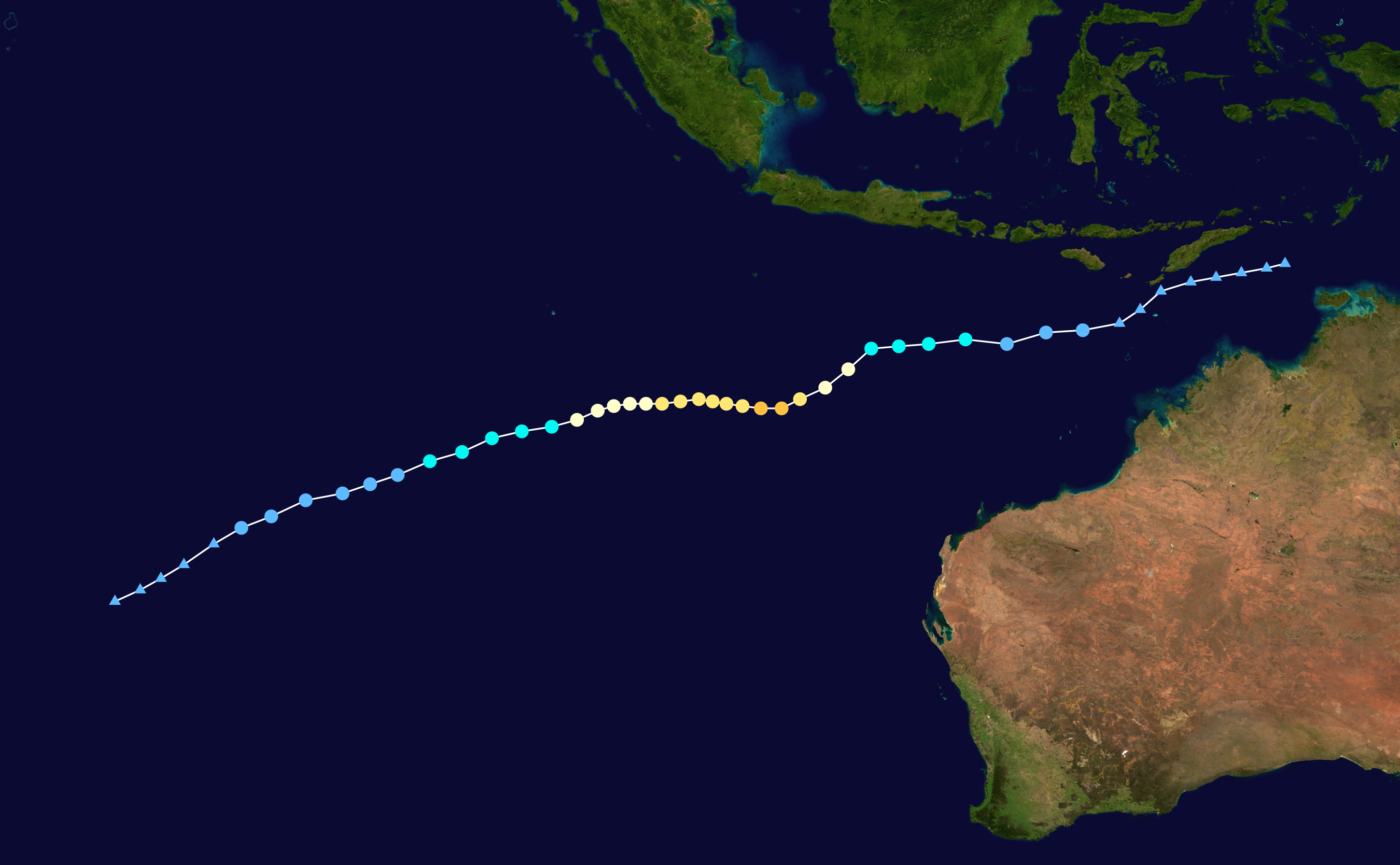
O caminho de Ilsa

Ilsa formou-se de uma área de perturbações meteorológicas sobre o mar de Arafura em 12 de março. Inicialmente, a perturbação consistia-se de uma circulação ciclônica de médios níveis que começava a se consolidar para a superfície. Porém, apenas poucas áreas de convecção profunda estavam associadas ao sistema. Situado numa região com condições meteorológicas favoráveis, tais como o baixo cisalhamento do vento e temperatura da superfície do mar ideal, o sistema começou a se organizar gradualmente. Com isso, o Centro de Aviso de Ciclone Tropical (CACT) de Darwin classificou o sistema para uma fraca baixa tropical em 13 de março. A partir de então, a perturbação parou de mostrar sinais de organização, mas assim que novas áreas de convecção profunda se formaram, o sistema foi classificado pelo CACT de Darwin para uma baixa tropical plena em 17 de março. Assim que a circulação ciclônica de baixos níveis se consolidou, o Joint Typhoon Warning Center (JTWC emitiu um Alerta de Formação de Ciclone Tropical (AFCT) sobre o sistema durante a noite (UTC) de 17 de março, que significava que o sistema poderia se tornar um ciclone tropical significativo dentro de um período de 12 a 24 horas. O sistema continuou a se organizar, e o CACT de Perth classificou o sistema para um ciclone tropical significativo durante as primeiras horas (UTC) de 18 de março, e lhe atribuiu o nome "Ilsa". Com a contínua organização do sistema, o JTWC também classificou o sistema para um ciclone tropical significativo horas mais tarde, e lhe atribuiu a designação "22S".
Seguindo rapidamente para oeste-sudoeste através da periferia sul de uma alta subtropical localizada ao seu sul, Ilsa continuou a se intensificar gradualmente assim que seguia para uma área com cisalhamento do vento mais baixo, e quando estabeleceu fluxos de saída meridionais, favorecendo a formação de novas áreas de convecção profunda. Com isso, o CACT de Perth classificou Ilsa para um ciclone de categoria 2 na escala australiana mais tarde naquele dia. As boas condições meteorológicas persistiram assim que as áreas de convecção profunda continuaram a se consolidar, e o CACT de Perth classificou Ilsa para o terceiro ciclone tropical severo da temporada assim que o ciclone alcançou a intensidade de um ciclone de categoria 3 na escala australiana durante as primeiras horas (UTC) da madrugada de 19 de março. A partir de então Ilsa começou a sofrer rápida intensificação devido às excelentes condições meteorológicas, tais como o baixo cisalhamento do vento e os bons fluxos de saída meridionais. Com isso, o CACT de Perth classificou Ilsa para um ciclone de categoria 4 na escala australiana ainda durante o meio-dia de 19 de março. Ilsa atingiu seu pico de intensidade durante as primeiras horas da madrugada (UTC) de 20 de março, com ventos máximos sustentados de 195 km/h, segundo o JTWC, ou 165 km/h, segundo o CACT de Perth.
Porém, a partir da tarde de 20 de março, o aumento do cisalhamento do vento começou a impactar Ilsa. A perda de seu olho mostrou a presença do cisalhamento do vento, e indicou que o ciclone tinha começado a se enfraquecer. Com isso, o CACT de Perth desclassificou Ilsa para um ciclone de categoria 3 na escala australiana ainda naquele dia. No entanto, Ilsa foi capaz de manter sua intensidade durante o restante daquele dia, com ventos máximos sustentados de 155 km/h, segundo o JTWC, apesar das condições meteorológicas mais desfavoráveis. A partir de então Ilsa começou a se enfraquecer lentamente assim que seguia sobre águas mais frias. Além disso, a intrusão de ar mais seco começou a comprometer a estrutura do centro ciclônico de baixos níveis de Ilsa. Com a contínua degradação do ciclone, o CACT de Perth desclassificou Ilsa para um simples ciclone tropical quando sua intensidade caiu da categoria 3 para a categoria 2 na escala australiana durante as primeiras horas da madrugada (UTC) de 23 de março. Seguindo continuamente para oeste-sudoeste, Ilsa continuou a se enfraquecer devido aos efeitos das águas oceânicas mais frias e com a intrusão de ar mais seco, que provocava uma severa diminuição das áreas de convecção profunda associadas ao sistema. A contínua desorganização do ciclone levou o CACT de Perth a desclassificar Ilsa para um ciclone de categoria 1 na escala australiana ainda ao meio-dia de 23 de março. A falta de áreas de convecção profunda e o continuou e a ininterrupta tendência de enfraquecimento de Ilsa levou ao JTWC a emitir seu aviso final sobre o sistema durante aquela noite. O CACT de Perth desclassificou Ilsa para uma baixa tropical remanescente durante as primeiras horas (UTC) de 24 de março e também emitiu seu aviso final sobre o sistema. A área de baixa pressão remanescente continuou a seguir para oeste-sudoeste, saindo da área de responsabilidade do CACT de Perth para adentrar a área de responsabilidade do Centro Meteorológico Regional Especializado (CMRE) de Reunião. Porém, o CMRE de Reunião não atribuiu qualquer classificação ao sistema, que se dissipou completamente em 27 de março, a várias centenas de quilômetros ao sul do Território Britânico do Oceano Índico.

## Preparativos e impactos
Como Ilsa manteve-se distante de áreas costeiras durante todo o seu período de existência, nenhum impacto foi relatado em associação à tempestade. Além disso, nenhum navio ou estação meteorológica de superfície registrou in situ a passagem da tempestade.